# Nelson Lee
Nelson Lee (nacido el 16 de octubre de 1975 en Taipéi, Taiwán) es un actor canadiense nacido en Taiwán, que coprotagonizó en la única temporada de Blade: The Series como Shen, el compañero y apoyo técnico de Blade. También protagonizó en Oz en 2002, como el recluso Li Chen, y en algunos episodios de Law & Order.

## Filmografía selecta
| Título                                   | Personaje      |
| ---------------------------------------- | -------------- |
| Vacancy 2: The First Cut (2009)          | Novio          |
| Blade: The Series (2006)                 | Shen           |
| Law & Order: Criminal Intent (2005)      | Kevin Lee      |
| Strip Search (2004)                      | Xiu-Juan Chang |
| Law & Order (2003)                       | Roy Leung      |
| Oz (2002)                                | Li Chen        |
| Law & Order: Special Victims Unit (2001) | Johnny Chen    |